# 米本敬雲
米本 敬雲（よねもと けいうん、1952年10月18日 - ）は、日本の僧侶、イベントプランナー。三重県名張市出身。

## 人物・来歴
臨済宗大徳寺派の僧侶。またイベントなどの企画人としての顔も持つ。
「みおつくし音楽祭」(大阪クラシックコンクール・大阪ジュニアクラシックコンクール)や、平安神宮「菊花の日に奏でる会」の主催者。
1952年、三重県名張市に生まれる。近鉄百貨店に19年間勤めた後、脱サラして、大阪市阿倍野区松崎町に「BAR和幸」を開業。そこで客だった音楽家のマネジメントを行うなど異色の経歴を持つ。
1998年、46歳の時に出家。
- 4つの修行道場を渡り歩き、行雲流水するも、無になりきれず、鳥の声や、風の音を楽しむ。
- 1970年(当時:18歳)、比叡山麓の呂川、律川、音無の滝で音を聴く。天台宗宝泉院にて、声明原器(サヌカイト)に触れる。今日までに100回以上訪れ、茶礼を受ける。
- 1972年(当時:20歳)、妙心寺隠寮にて、梶浦逸外老師と鼻毛談義する。
- 1982年(当時:30歳)、曹洞宗開祖・道元禅師 生誕地、松殿山荘にて、当主・平岡健太郎氏より、名物 三島茶碗「八重垣」にて茶を賜る(お点前、令夫人・永子様)。

2009年春から、兵庫県豊岡市にある寺院「雲澤寺」の住職を務めている。
テレビ朝日の人気番組『お坊さんバラエティ ぶっちゃけ寺』への出演経験もある。

## 企画したイベント
- なかまの里 建設募金活動 (1990年頃) (音楽イベント)
- クラシック音楽と"岸田今日子" (1992年〜1998年) (6年間で8回開催。公私共に交流のあった女優・岸田今日子が語り手を務めた。会場：大阪府・いずみホール、泉佐野いずみの森ホール、京都府・京都コンサートホール、滋賀県・大津市民会館)
- 2016年東京オリンピック招致コンサート (2009年) (大阪市中央区 いずみホール)[2]
- コウノトリにも聴かせる「川面コンサート」(2010年) (会場：豊岡市立ハチゴロウの戸島湿地管理棟)
- 蛍の国 こうのとり演奏会 (2010年) (東京都・銀座王子ホール、大阪府・大丸心斎橋劇場、兵庫県・豊岡市民プラザで開催)[4]
- 東日本大震災救援コンサート「みおつくし演奏会」(2011年) (大阪市中央区 大丸心斎橋劇場)
- 東日本大震災救援コンサート「蛍の国」こうのとり演奏会 (2011年) (後援：豊岡市、養父市、兵庫県但馬県民局、東京都仏教連合会、豊岡仏教会、豊岡ロータリークラブ、豊岡円山川ロータリークラブ、和田山ロータリークラブ 他)
- 被災者を励ますコンサート (2011年) (宮城県気仙沼市・岩手県大船渡市)[5]
- 梅香と琴の調 (2012年) (邦楽宇宙の会、林宣子主催)
- 豊岡混声合唱団 復活プロジェクト (2013年) (2013年、35年ぶりに復活)[6]
- ニューイヤーコンサート2014「平沢匡朗と若き仲間たち」(2014年) (東京都台東区 東京文化会館)
- みおつくし音楽祭「大阪クラシックコンクール」(2012年〜) (賞：大阪府知事賞、大阪市長賞、大阪市教育委員会賞、関西大阪21世紀協会賞、文化奨励賞／後援：大阪府、大阪市、大阪府教育委員会、大阪市教育委員会、関西大阪21世紀協会、日本弦楽指導者協会、全日本ピアノ指導者協会)[1]
- 平安神宮 菊花の日に奏でる会 (2017年〜) (平安神宮で開催／賞：京都市長賞／後援：京都府、京都市) 他

## 講演
- 『137億年 宇宙の旅・芸術で誇りある自分づくり、地域づくり』(主催：関西ネットワークシステム in 豊岡&まちづくり研究会)
- 『明恵上人・華厳宗・京都栂尾高山寺・茶の湯 十戒について』(主催：ベルコの会) 他

## 交流のある著名人
- 岸田今日子 (女優、声優、童話作家)
- 宮本研 (劇作家)
- 藤原啓 (人間国宝、陶芸家)
- 木野雅之 (日本フィルハーモニー交響楽団ソロ・コンサートマスター、東京音楽大学教授、日本弦楽指導者協会顧問)
- 内海良夫 (東京証券取引所マザーズ上場企業「株式会社データホライゾン」代表取締役社長) 他

## メディア

### テレビ
- テレビ朝日『お坊さんバラエティ ぶっちゃけ寺』「3時間スペシャル：新企画！お坊さんに聞いてみたい質問SP」(2016年3月28日)
- NHK『趣味どきっ!』「茶の湯 武者小路千家」"大徳寺塔頭聚光院 千利休法要" (2017年8月14日) 他

### ラジオ
- FM OSAKA「なにわルネサンス おとなの文化村」お坊さんでイベントプランナー米本敬雲さん (2015年12月20日)[7]
- FM OSAKA「おしゃべり音楽マガジン くらこれ!」ゲスト出演 (2016年1月17日) 他

### 新聞
- 産経新聞「"僧力"あげて五輪招集」(2009年9月29日)
- 読売新聞「豊岡混声合唱団 ハーモニー再び」(2013年2月13日)
- 読売新聞「12月の紅梅  豊岡・雲澤寺」(2015年12月17日)
- 朝日新聞「雪の枝に梅のつぼみほころぶ、兵庫豊岡の雲澤寺」(2017年1月20日) 他